# Quirino (traghetto)
Il Quirino è un traghetto appartenente alla compagnia di navigazione italiana Laziomar.

## Caratteristiche
L'unità fa parte della classe Sibilla: un lotto di 8 navi gemelle costruite tra la fine degli anni '70 e la metà degli anni '80.
La nave dispone di servizi essenziali in virtù dei servizi locali coperti: bar, ristorante, sala TV e solarium sul ponte esterno. Gli ambienti interni sono inoltre dotati di impianto di aria condizionata. La capacità di trasporto è pari a circa 620 passeggeri e 50 automobili.
La propulsione è affidata ad una coppia di motori GMT 4S da 12 cilindri in grado di erogare una potenza complessiva di 3.706 kW; la velocità massima raggiungibile è pari a 18,5 nodi.
Nel 2010 la nave, insieme alla compagna di flotta Tetide, ha subito estesi lavori presso i cantieri navali di Palermo con l'installazione di controcarene per limitare il rollio.

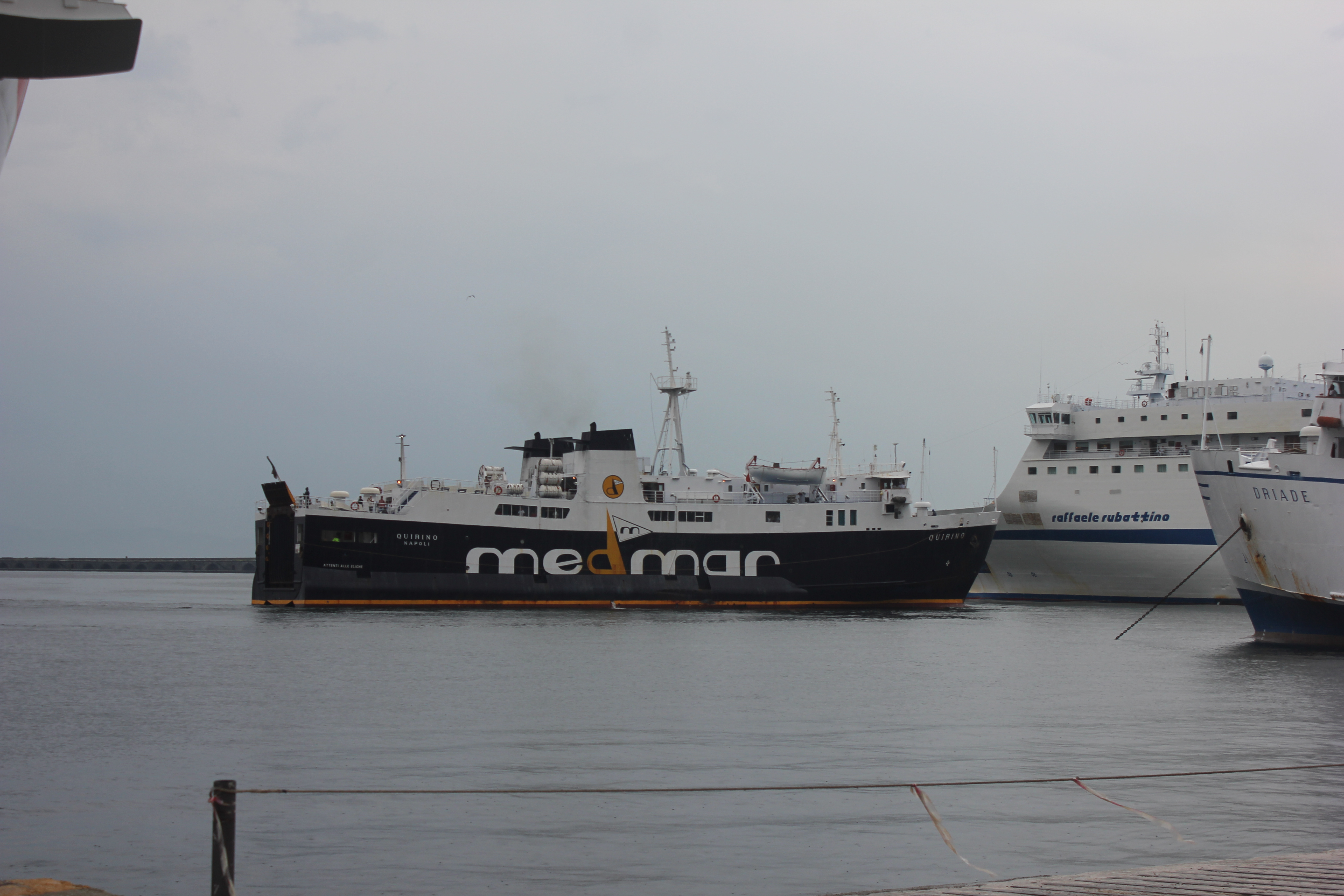
La nave in manovra a Napoli nel 2018; si notano le vistose controcarene aggiunte nel 2010

## Servizio
Varato il 13 aprile 1979 nel Cantiere navale Luigi Orlando di Livorno con il nome di Quirino e consegnato il 3 dicembre successivo alla Caremar, prende servizio nel Golfo di Napoli nello stesso mese.
Nel 1980 entra in collisione con l'Agostino Lauro all'imboccatura del porto di Procida.
Nel maggio del 1999 viene speronato dall'Angelina Lauro, riportando uno squarcio sulla fiancata sinistra.
Negli anni successivi viene trasferito nei collegamenti per le Isole Pontine, in coppia con con il Tetide, sempre per conto di Caremar.
Nel 2011, con il passaggio del ramo delle isole Pontine alla Regione Lazio, il Quirino viene trasferito alla Laziomar insieme al resto della flotta, rimanendo in servizio nei collegamenti da Formia a Ponza e Ventotene.

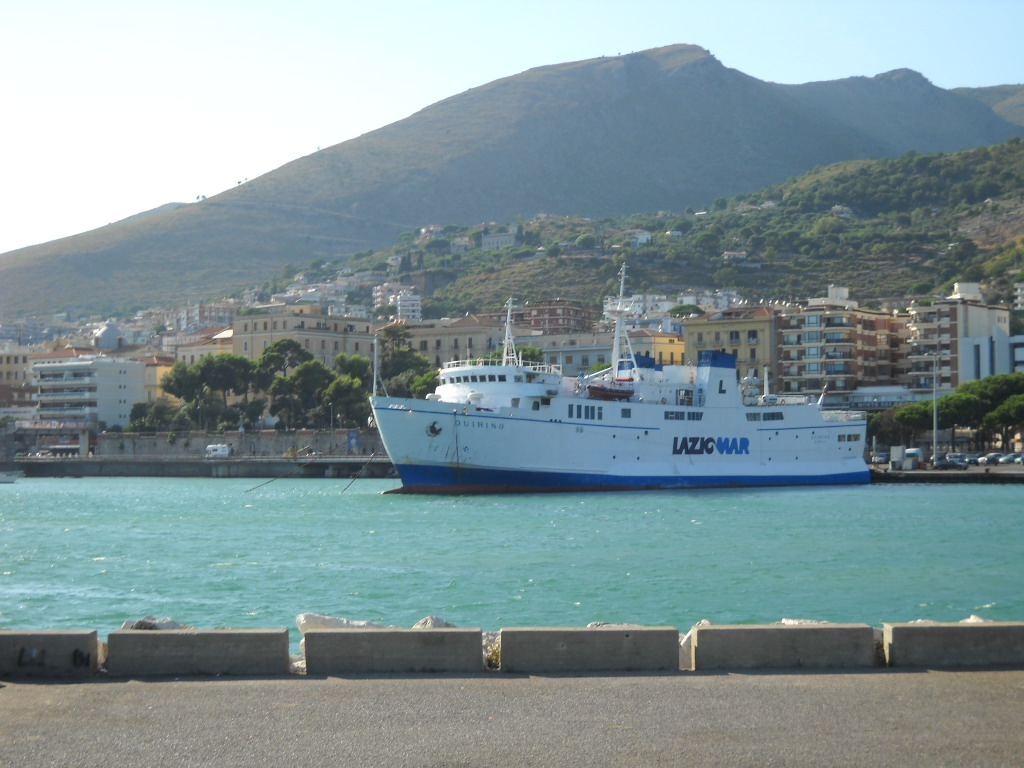
Il Quirino ormeggiato a Formia nel 2011.

Nell'autunno del 2016 viene noleggiato a lungo termine alla Medmar, dalla quale viene successivamente acquistato a titolo definitivo, prendendo servizio nei collegamenti tra Ischia e Procida, continuando sporadicamente ad operare sulle Isole Pontine in sostituzione del Tetide e del Don Francesco.
Nel 2025 torna come nave di proprietà in flotta Laziomar, tornando ad operare tra Formia, Ponza e Ventotene.

## Incidenti
Il 2 novembre 2020, mentre la nave era ormeggiata ad Ischia, si è sviluppato un incendio in sala macchine partito verosimilmente dai quadri elettrici. Uno dei marittimi presenti a bordo ha riportato un'intossicazione da fumo ed è stato soccorso dal 118 isolano, mentre le fiamme sono state domate dai vigili del fuoco.
Dopo l'incidente la nave è stata posta in disarmo a Napoli per circa un anno; ad ottobre 2021 vengono avviati i lavori di ripristino ed il successivo 22 dicembre rientra in servizio sulle rotte per l'arcipelago pontino.

## Navi gemelle
- Adeona
- Driade
- Fauno
- Naiade
- Nereide
- Vesta
- Sibilla